# Bondade do ajuste
A bondade do ajuste (também chamado teste de aderência) de um modelo estatístico descreve quão bem ele se encaixa um conjunto de observações. Medidas de bondade de ajuste servem para medir a discrepância entre os valores observados e os valores esperados sob um modelo de probabilidade. Tais medidas podem ser usadas em hipótese estatística de teste, por exemplo, para testar a normalidade dos resíduos, para testar se duas amostras são provenientes de distribuições idênticas (ver teste de Kolmogorov–Smirnov), ou se o resultado frequências siga uma distribuição especificada (ver Teste qui-quadrado). 

## Ajuste de distribuições
Os seguintes testes servem para avaliar se determinado pode ou não ser usado:
- Kolmogorov - teste de Smirnov
- Cramér - critério de von Mises
- Teste de Anderson - Darling
- Teste de Shapiro - Wilk
- Teste qui-quadrado
- Critério de informação de Akaike
- Teste de Hosmer - Lemeshow
- Teste de Kuiper
- discrepância de Stein do kernel[1]